# Capacete JK96
Capacete de Aço leve JK96 (em chinês:  JK96钢盔) é uma cópia chinesa do PASGT dos Estados Unidos.
O capacete chinês com estilo do PASGT não é feito de material composto, mas de aço leve.
O capacete é usado por alguns elementos do Exército de Libertação do Povo e polícia, equipes da SWAT na China para substituir projetos da era Soviética.
O JK 96b é uma versão do JK 96a com diferente forro de nylon.

## Utilizadores
- : Importado da China.